# Diego de Valadés

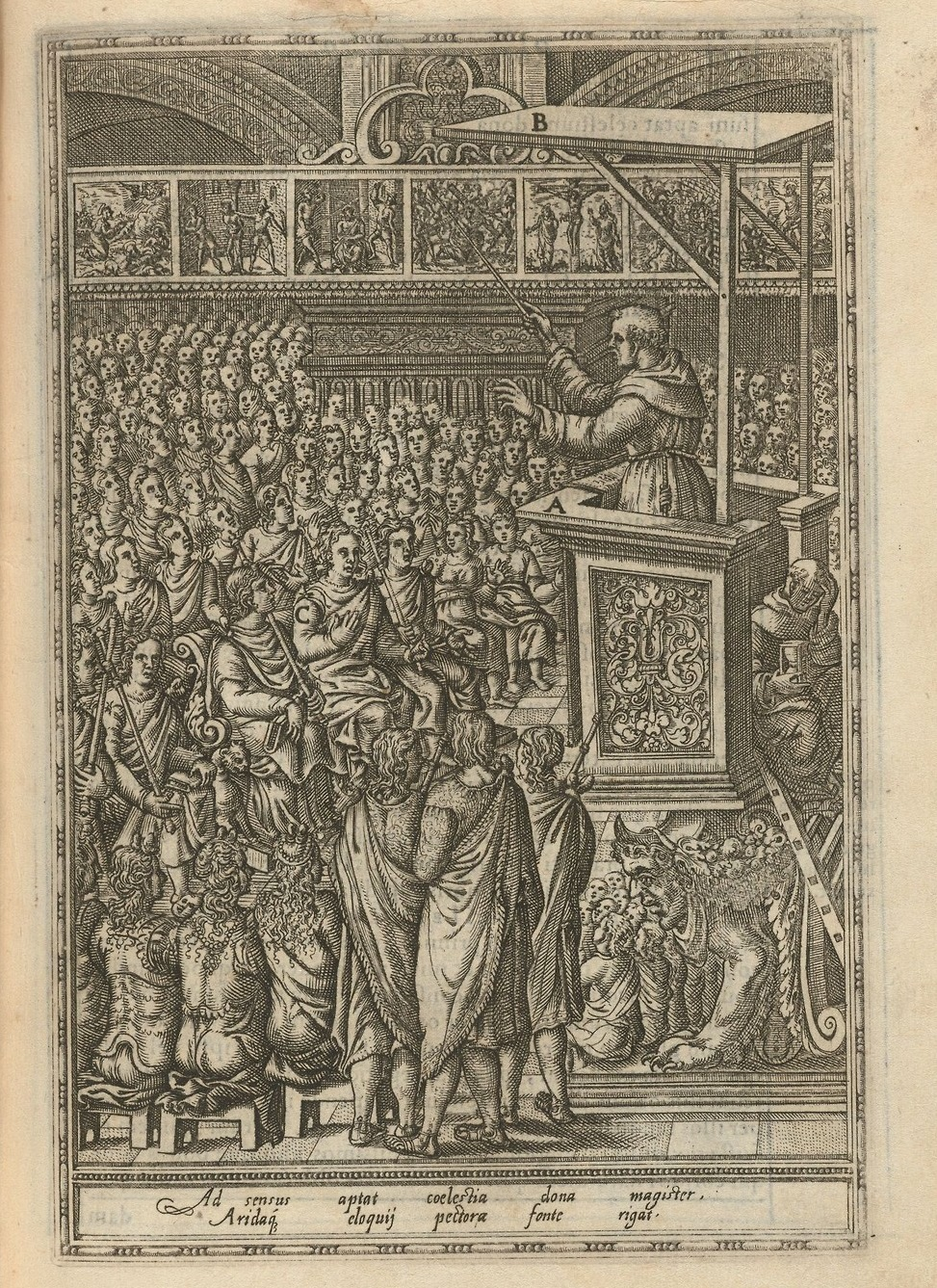
Rhetorica christiana, 1579

Fray Diego de Valadés (Barcarrota, España, 1533 - Roma, 1582) fue un misionero franciscano, historiador y lingüista políglota en Nueva España, que desempeñó además los oficios de dibujante y grabador. Su obra más importante es Rhetorica christiana, obra de teología escrita en latín y publicada en 1579. Tradicionalmente Valadés fue considerado el primer novohispano en publicar un libro en Europa, aunque recientes investigaciones han arrojado luz sobre su verdadero lugar de nacimiento en España.

## Biografía
La historiografía ha venido repitiendo que Valadés fue hijo del conquistador homónimo Diego de Valadés —originario de Extremadura, España y que integró la expedición de Pánfilo de Narváez— y de una indígena tlaxcalteca. Educado en la Ciudad de México. Fue discípulo y secretario de fray Pedro de Gante, de quien aprendió el arte del grabado y del dibujo en la escuela que dirigía en el convento de San Francisco de México. Sin embargo, nuevas investigaciones han revelado que Valadés en verdad nació en Barcarrota, Extremadura (España). Fue entonces hijo de Bartolomé Valadés y sobrino del arriba mencionado Diego de Valadés.
Ingresó hacia 1548 en el noviciado de la provincia franciscana del Santo Evangelio y debió de hacer los votos en torno a 1550, recibiendo la ordenación sacerdotal probablemente en 1555. Además de castellano y latín estudió para la evangelización de los indígenas en su propia lengua náhuatl, que por su extensión era la lengua auxiliar empleada por los misioneros, otomí y tarasco.
Tras veinte años de labor evangelizadora, en 1571 fue enviado a España para resolver problemas de los misioneros radicados en Nueva España. En Roma, en el Capítulo General de la Orden celebrado en 1575, obtuvo el cargo de Procurador General de la Orden de los Franciscanos ante la Curia romana, cargo del que fue destituido dos años más tarde por la inconformidad de Felipe II, viéndose obligado a trasladarse a la ciudad de Perusa, capital de Umbría (Italia), en los Estados Pontificios.

## Rhetorica christiana
Valadés editó la importante obra Rhetorica christiana en Perusa en 1579, una summa en la que compendió argumentos teológicos sobre la naturaleza del indígena y su capacidad de aprender y practicar la cristiandad. En ella abundó en los métodos misionales de las órdenes mendicantes y los métodos que utilizaron para evangelizar, lo que constituye el objeto principal de varios de sus grabados, destinados a ilustrar aspectos de ese modo de predicar, como pueden ser los grabados 9 y 10, en los que reproducía el alfabeto mnemotécnico de Ludovico Dolce, y el undécimo, en el que presentaba el que habían elaborado los misioneros españoles para enseñar el alfabeto latino a los indígenas, o el 19, titulado La enseñanza religiosa a los indios por imágenes, quizá el más famoso de ellos, que muestra al predicador en el púlpito explicando a un grupo de indígenas una serie de imágenes con escenas de la Pasión de Cristo que va señalando con una vara o puntero.

## Galería

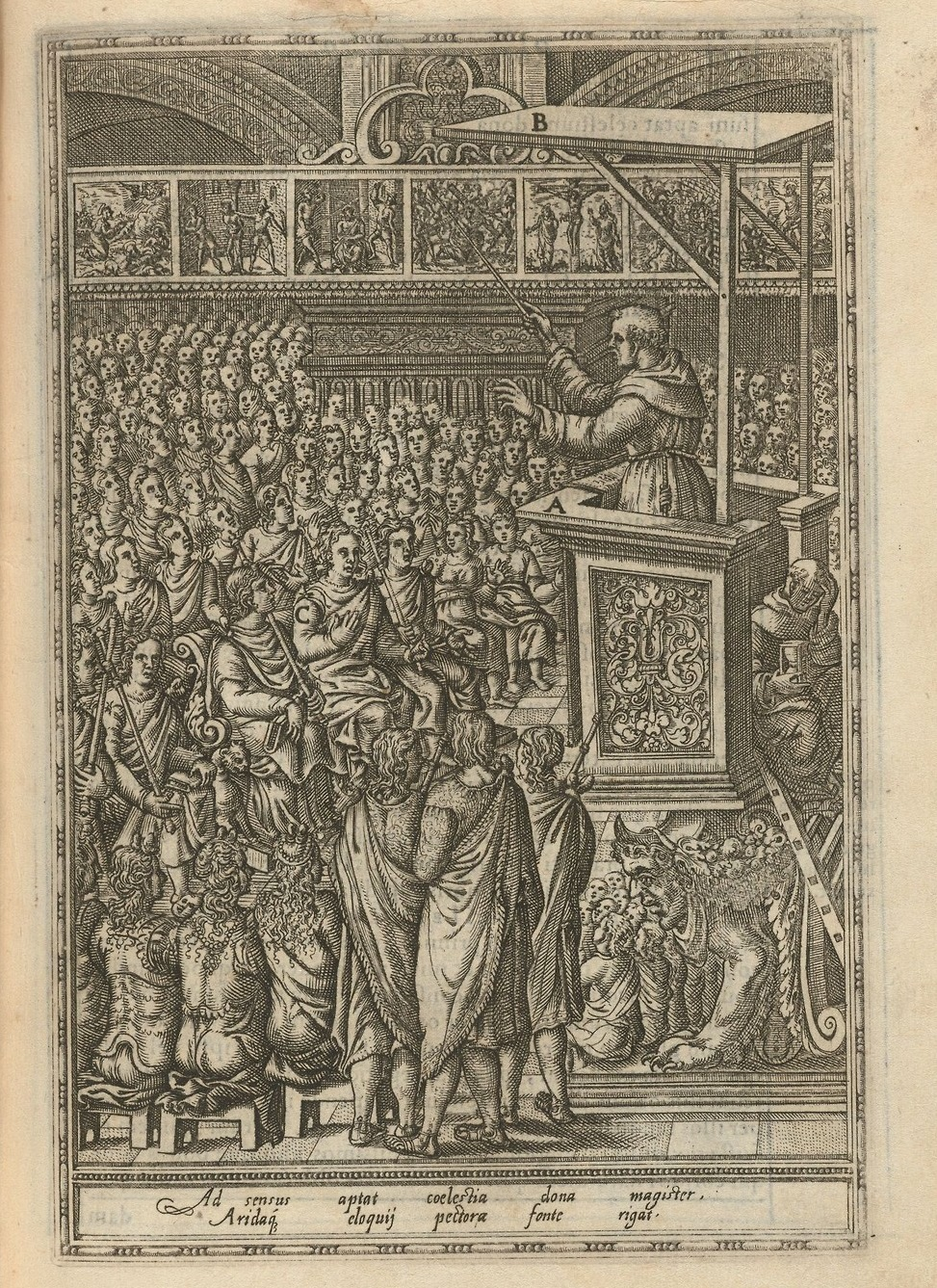
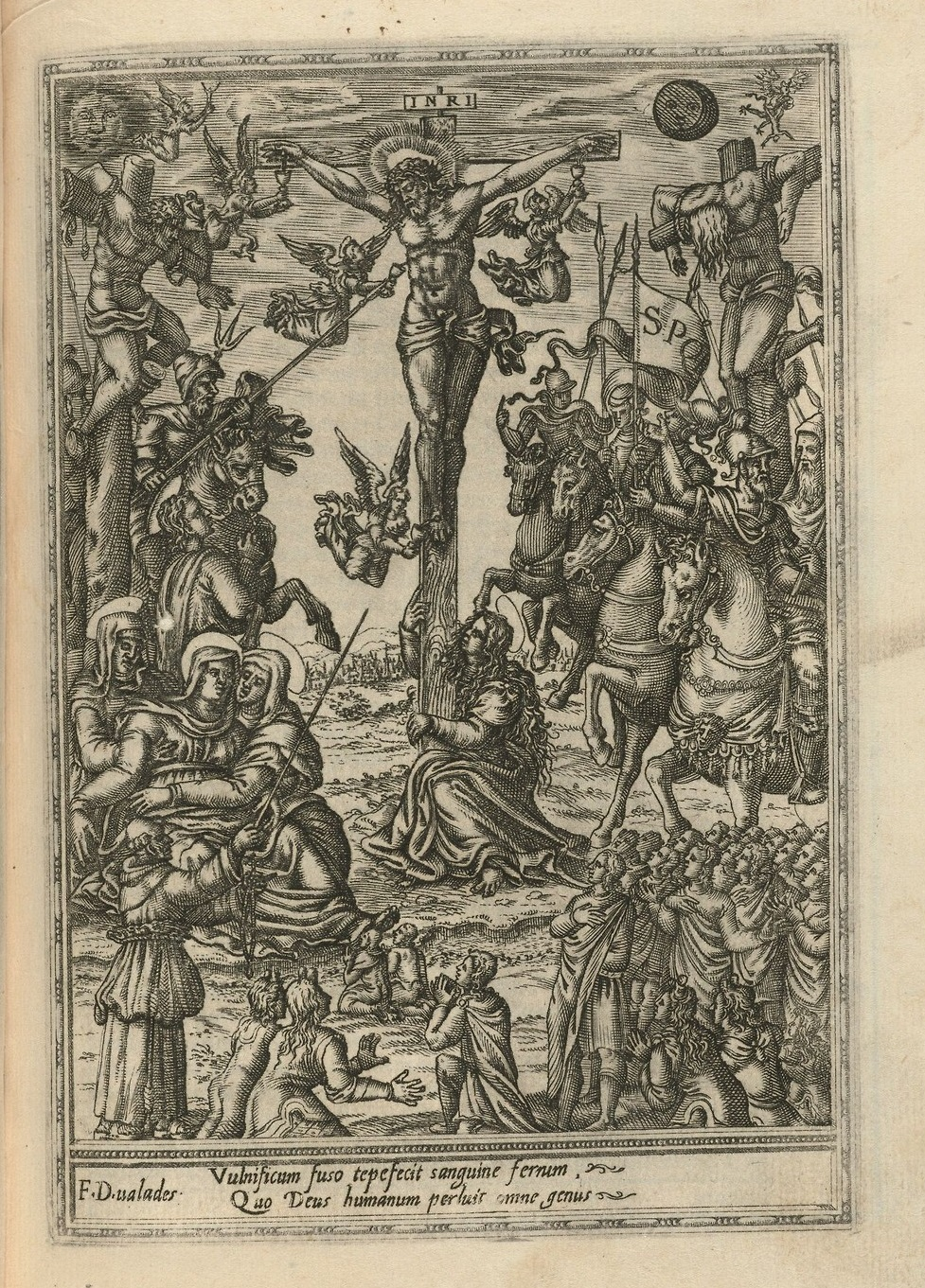
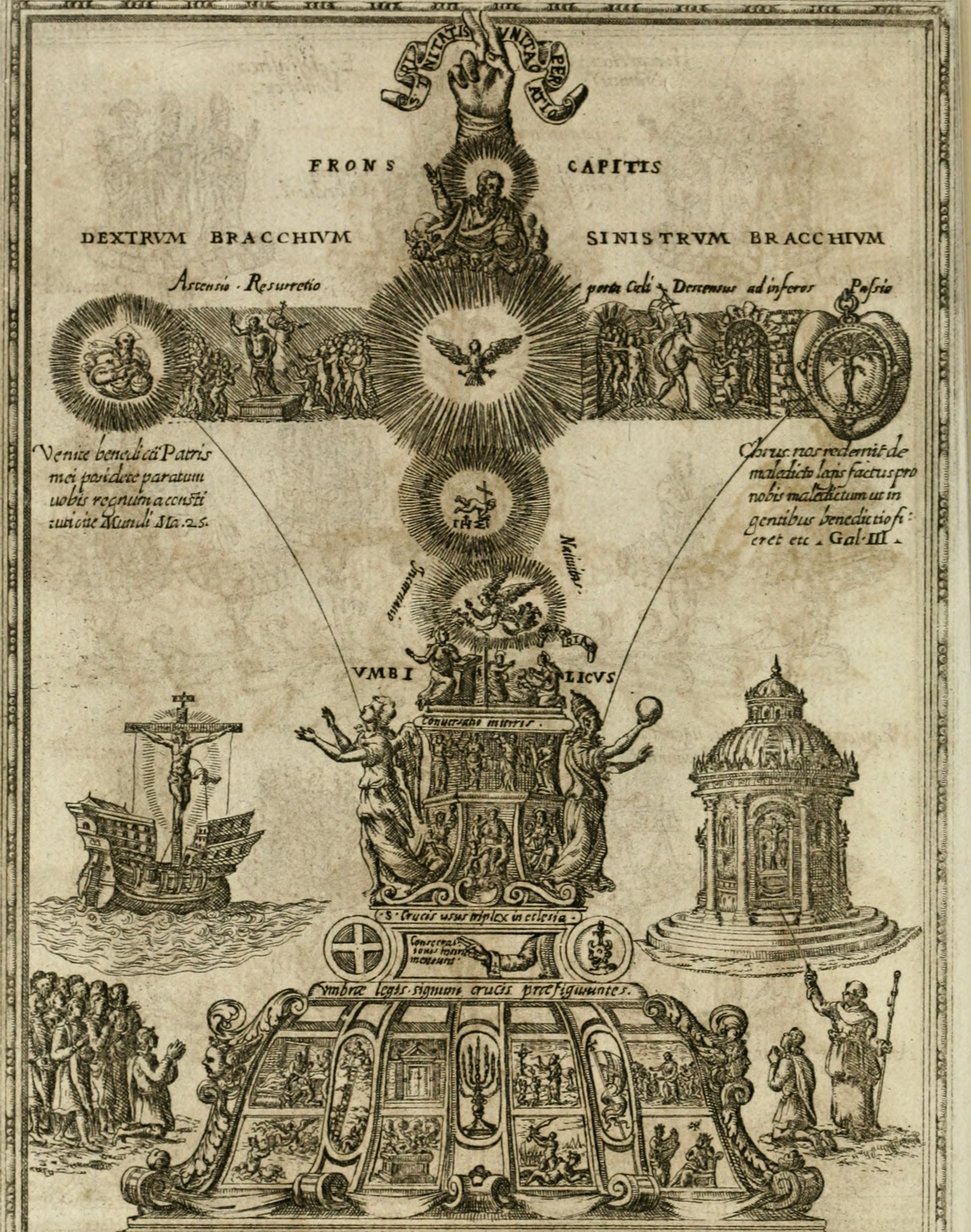
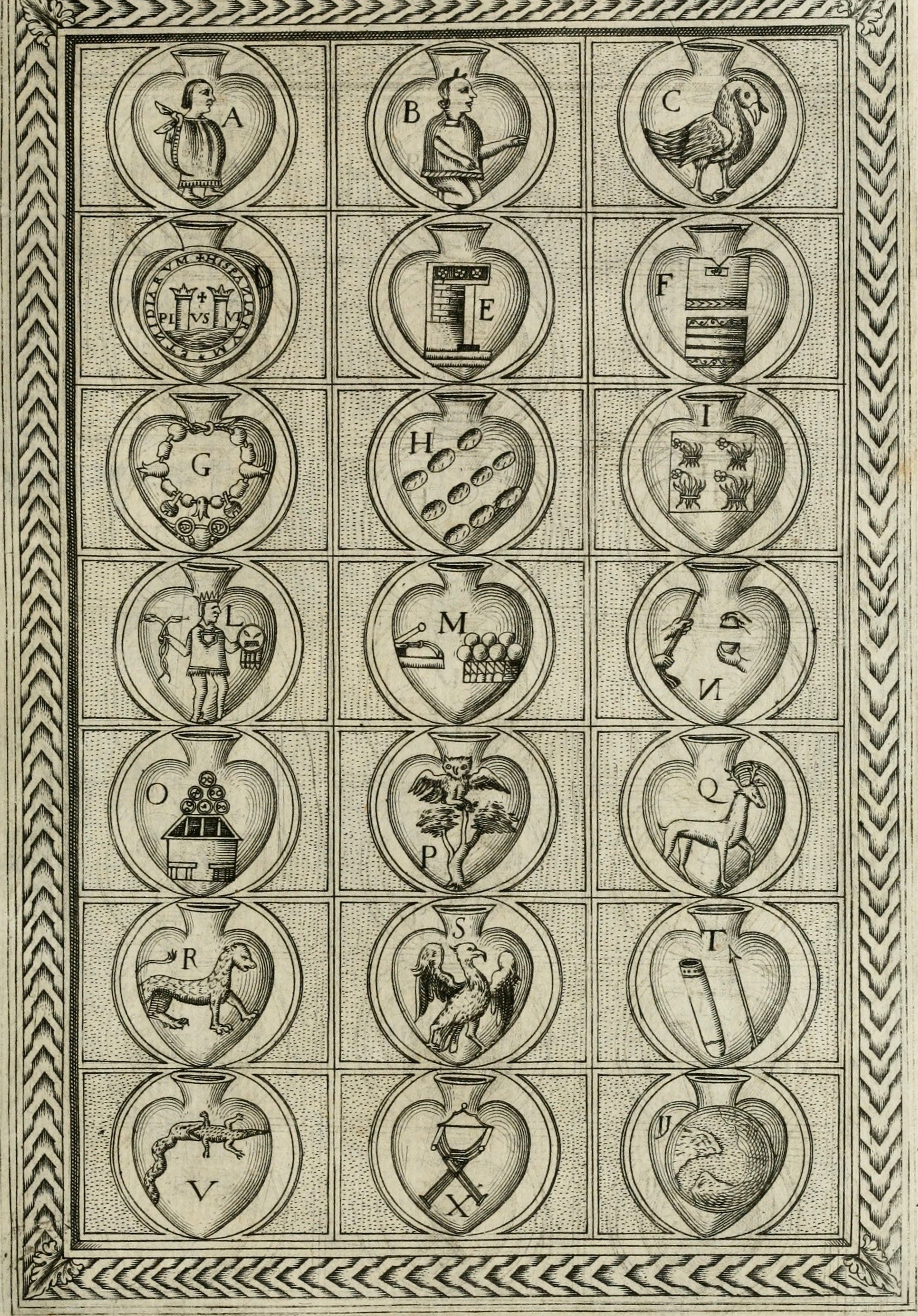
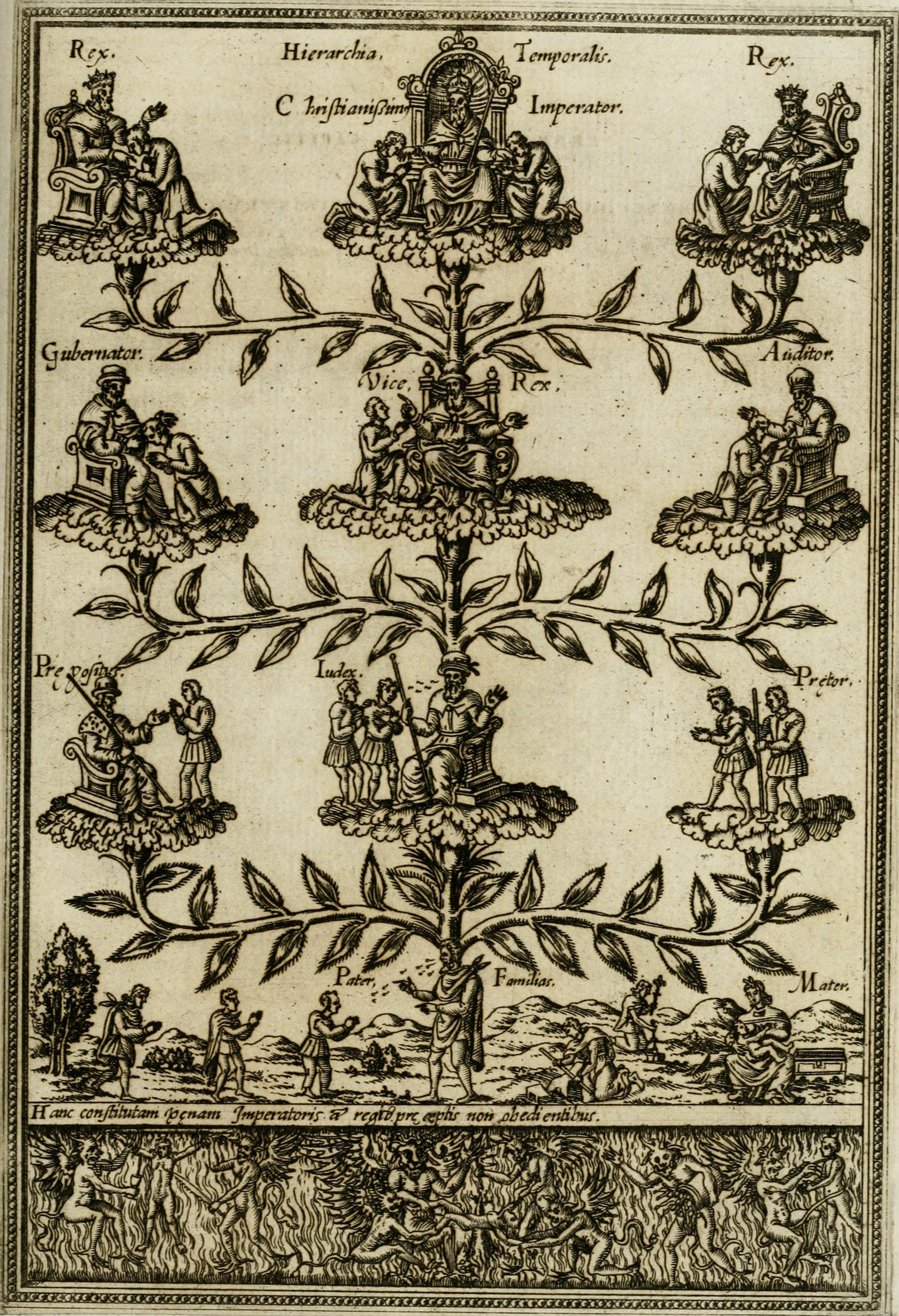
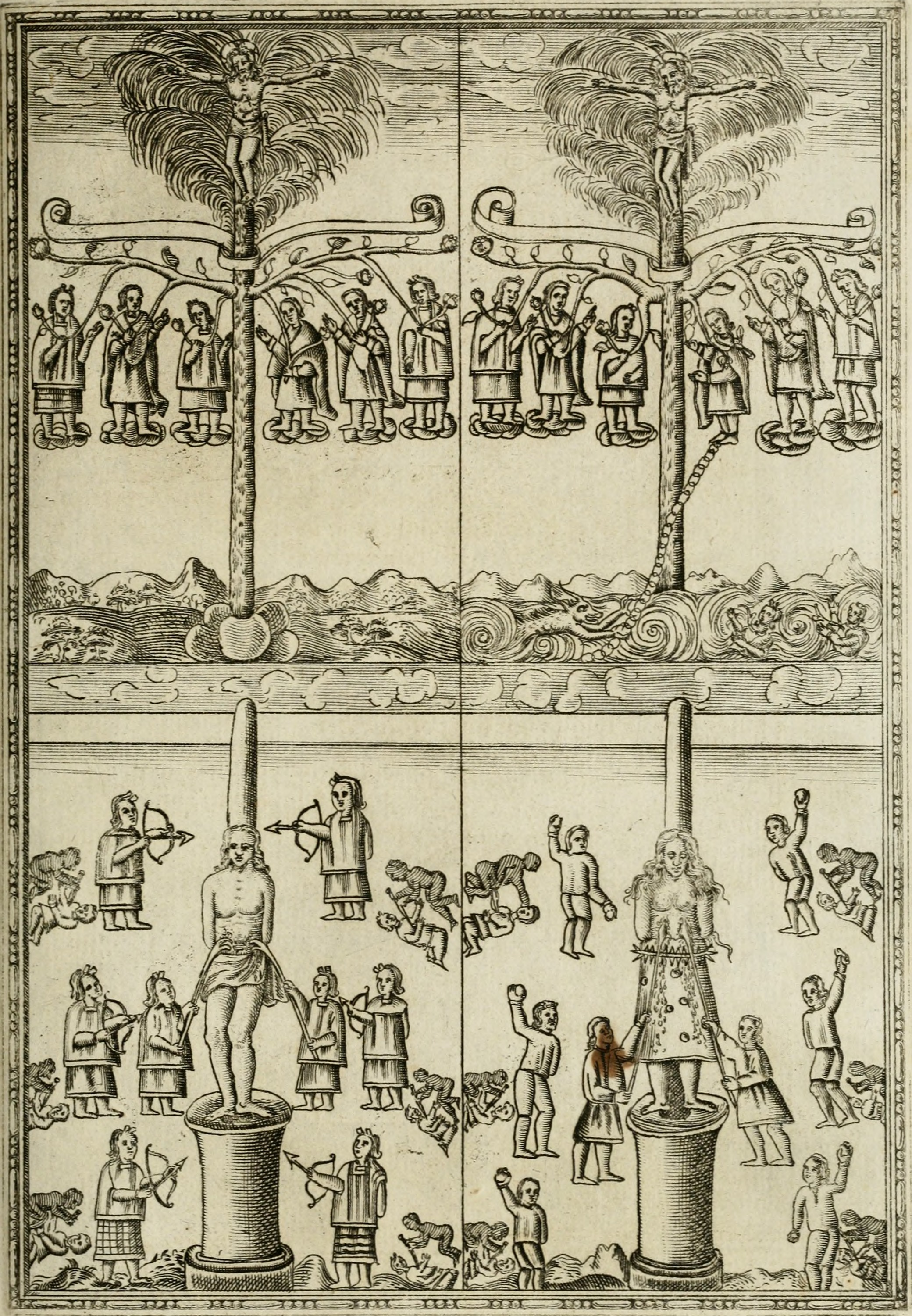
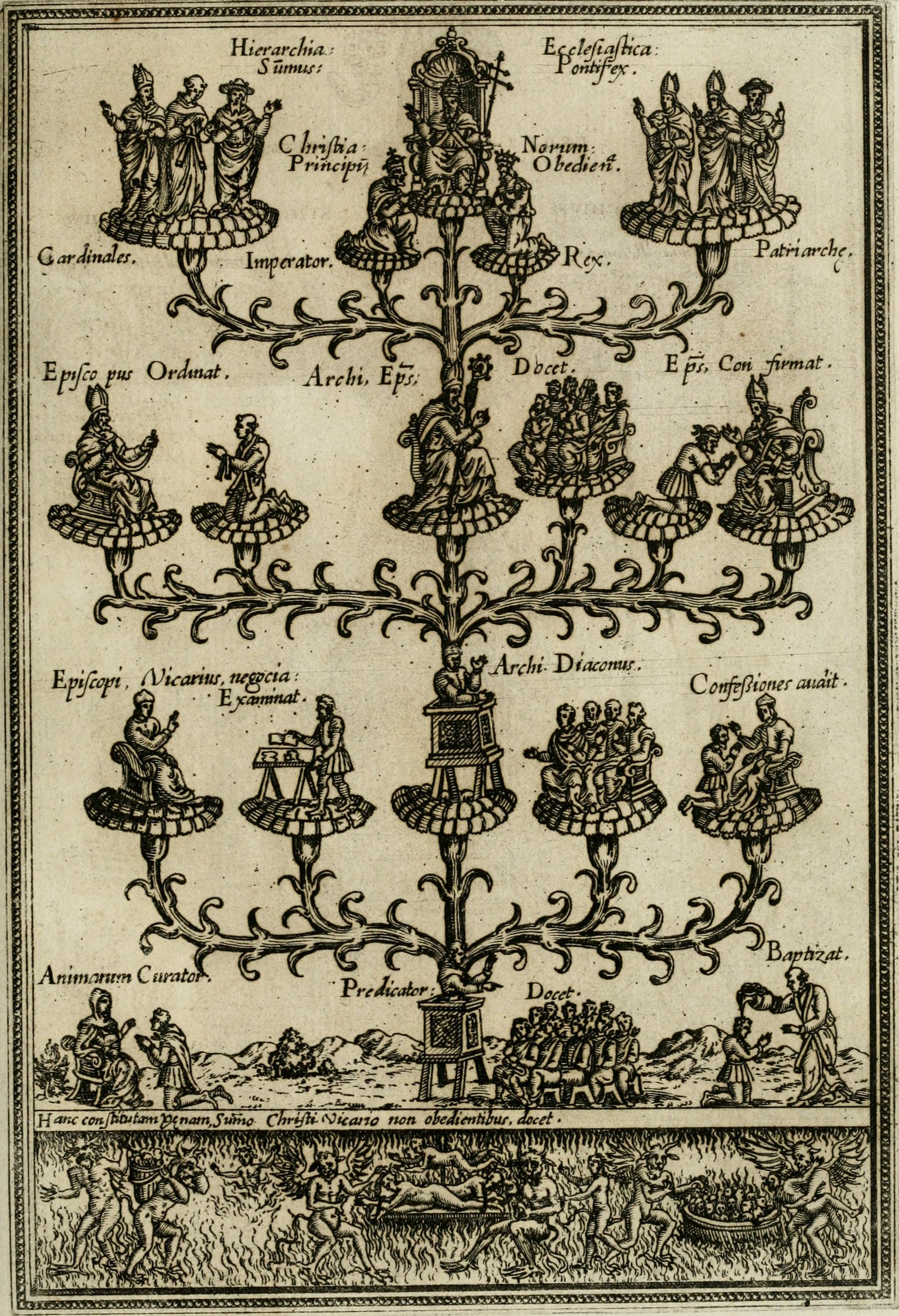
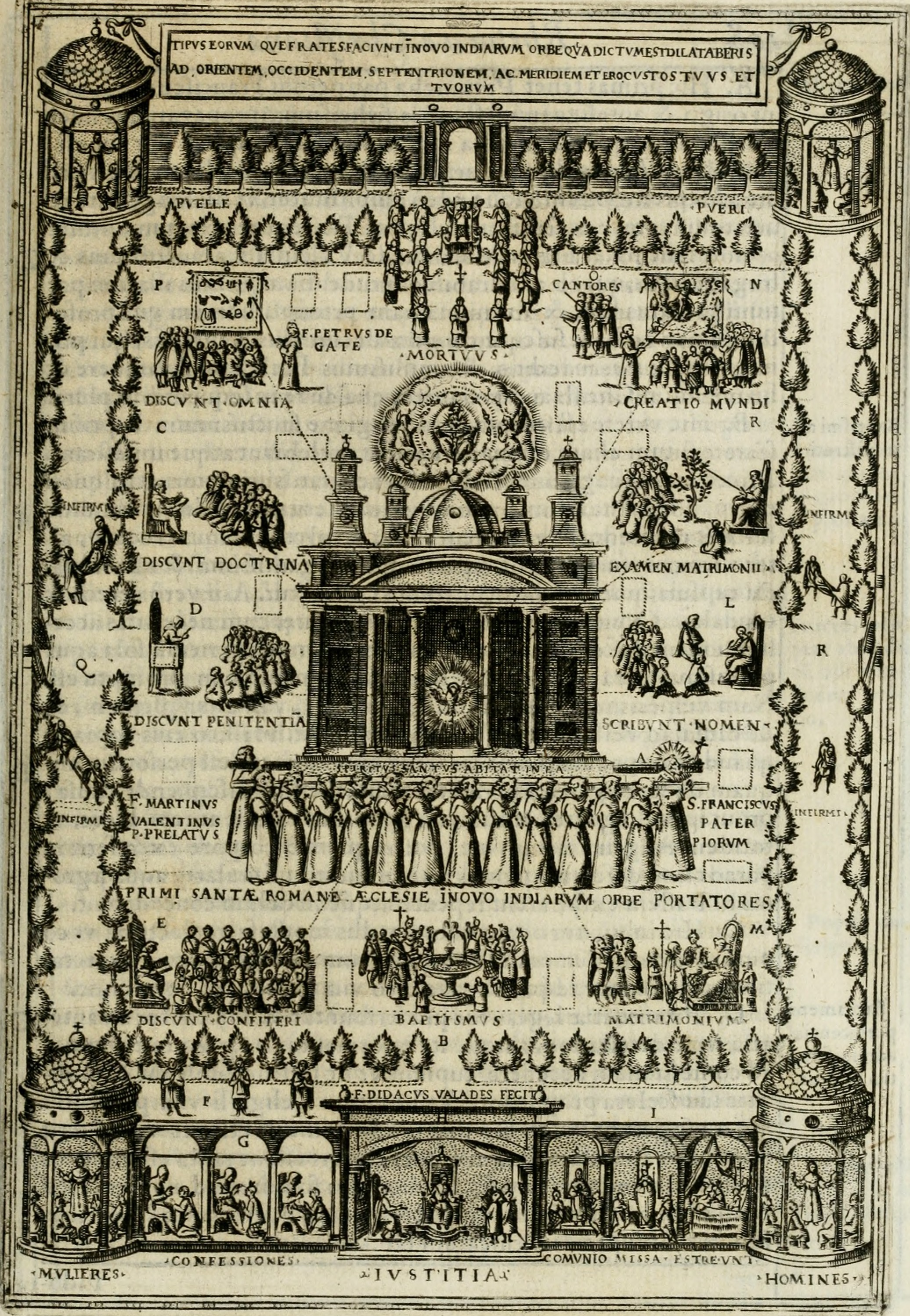
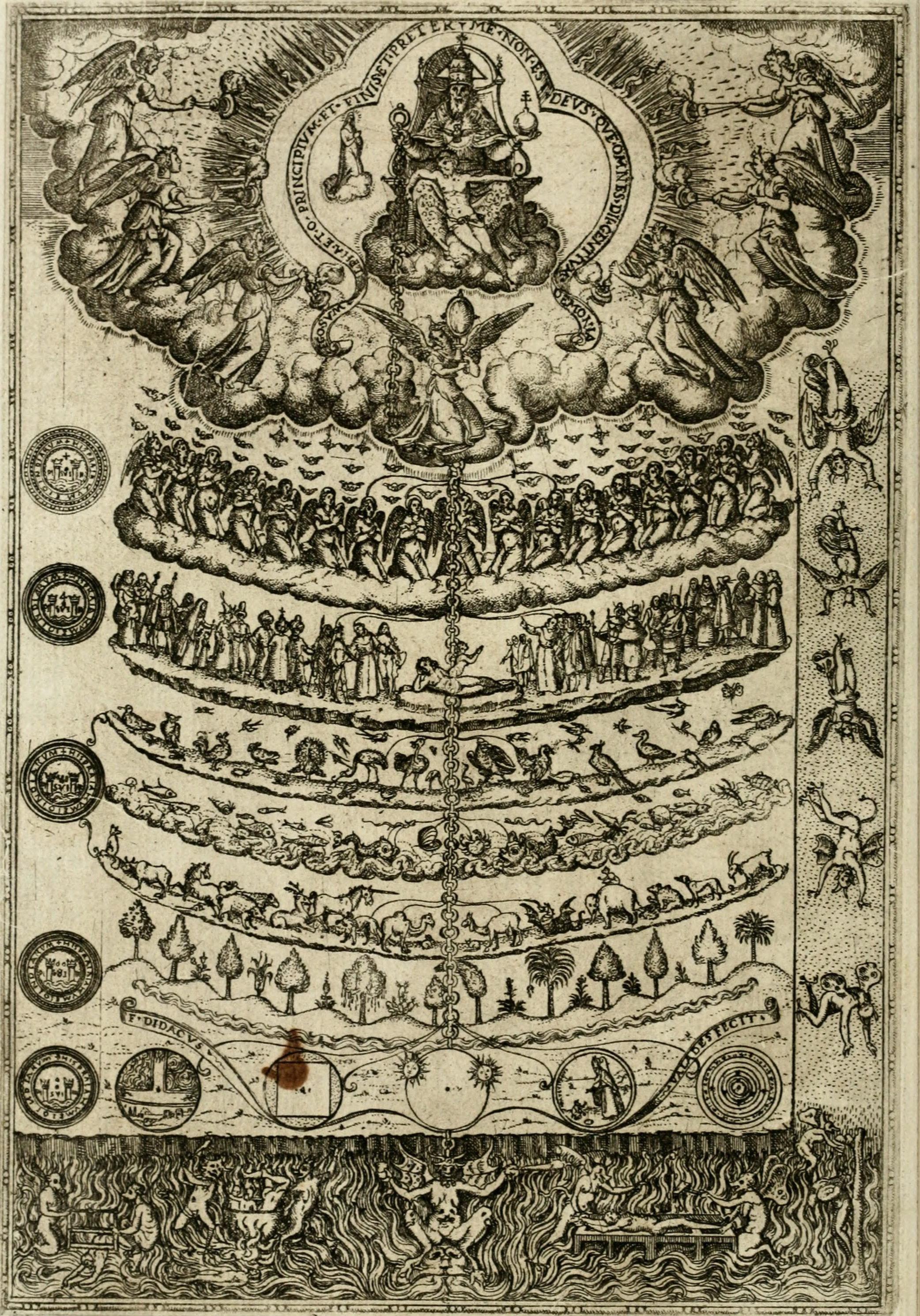
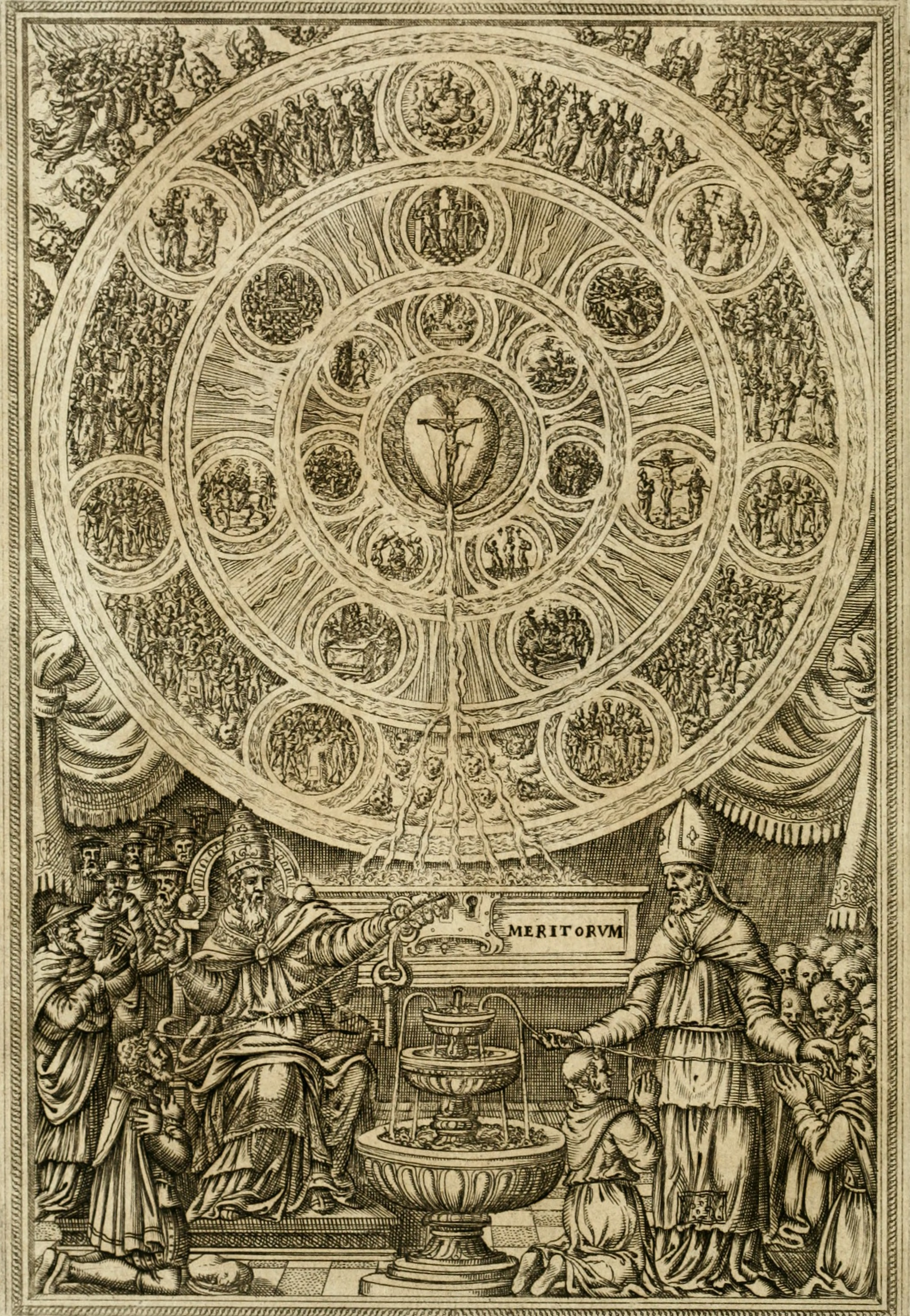
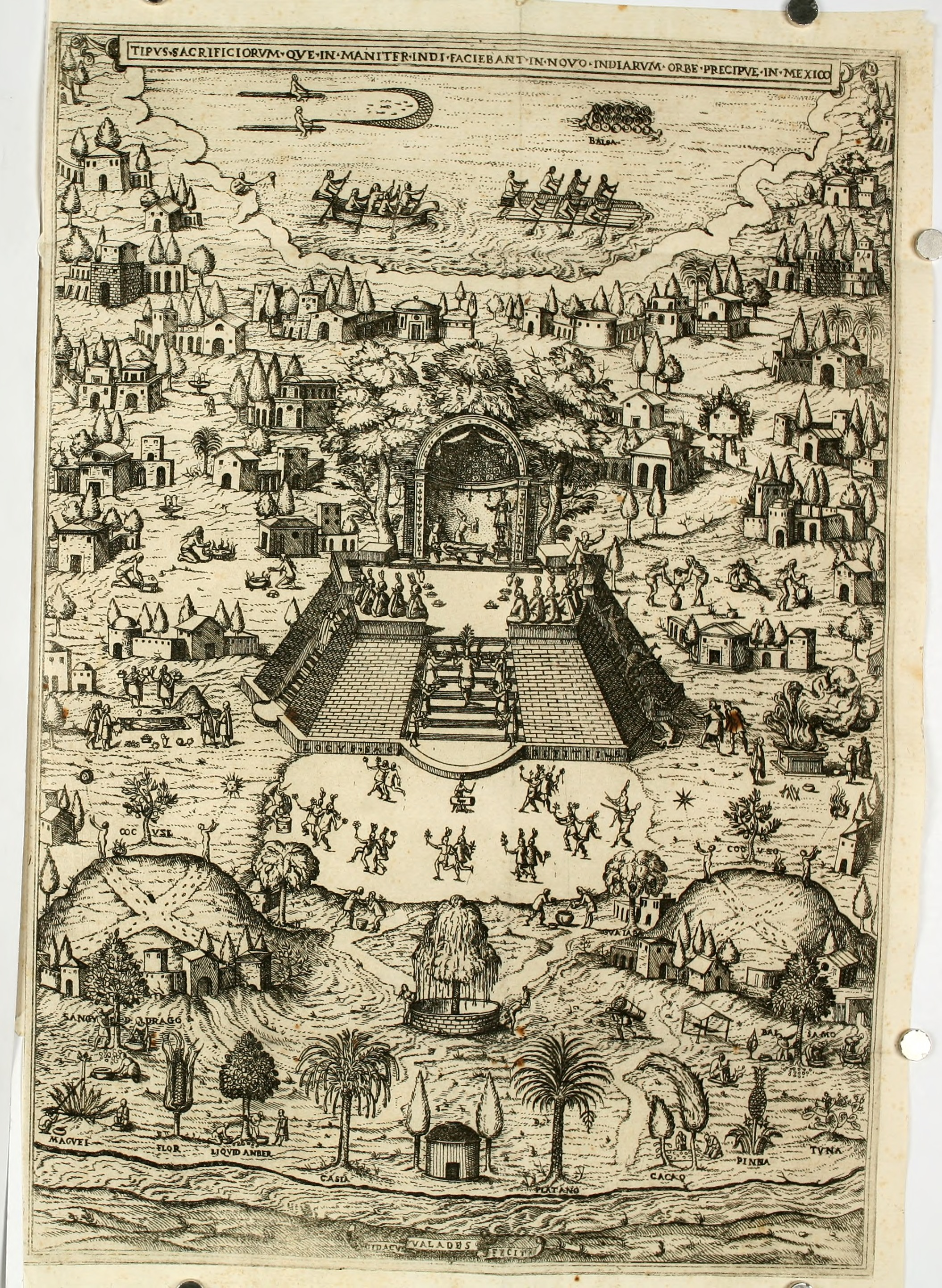
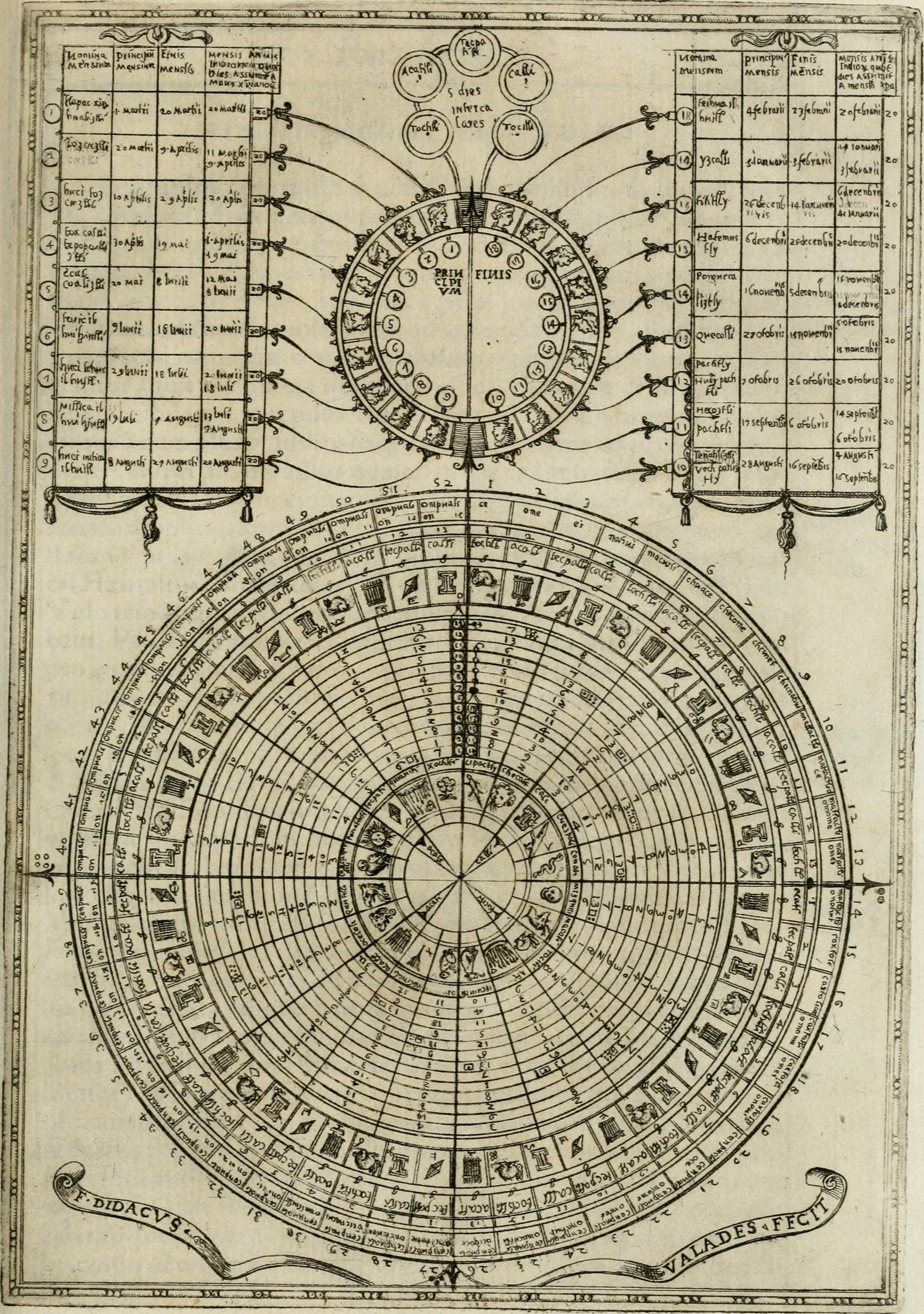
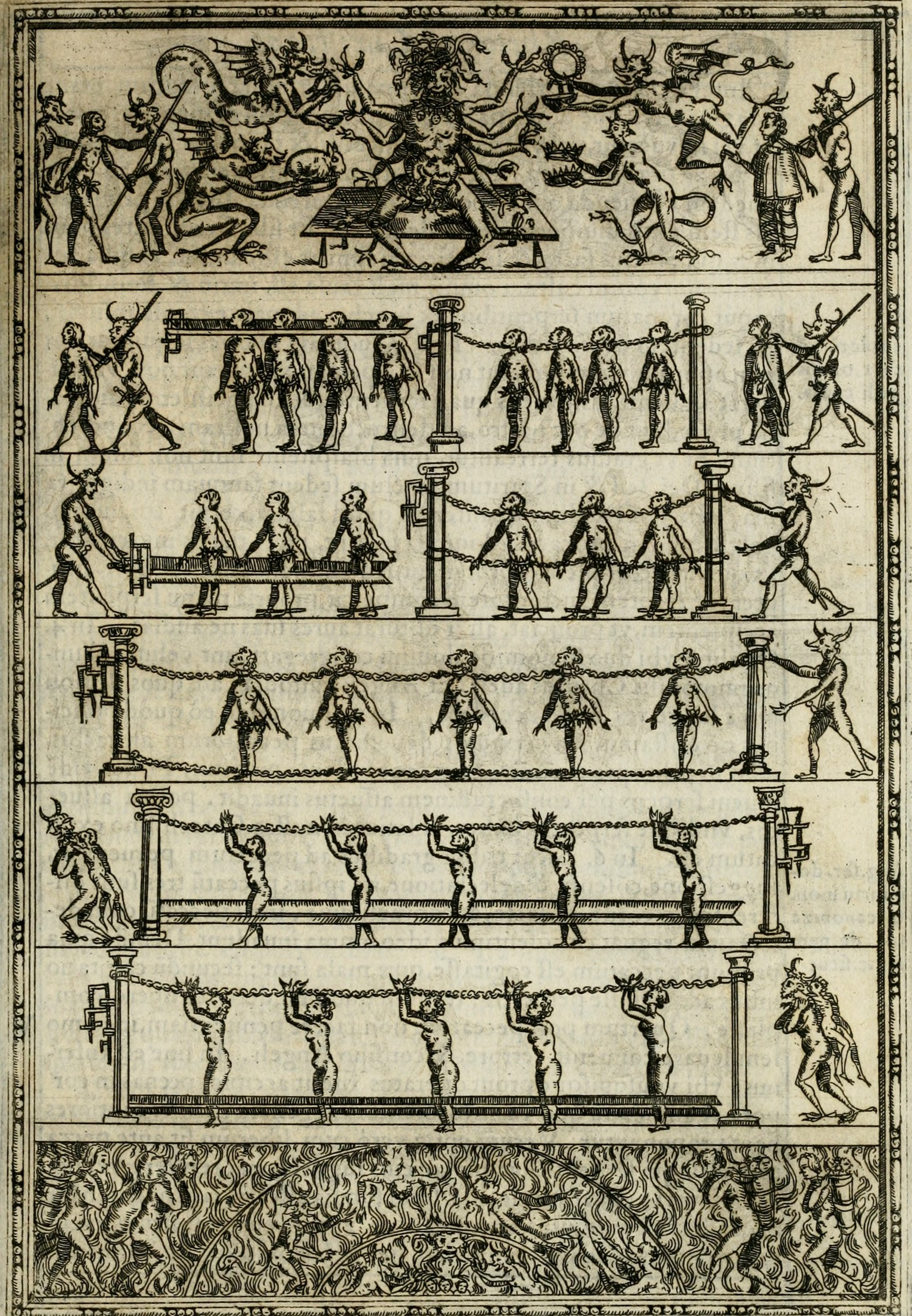
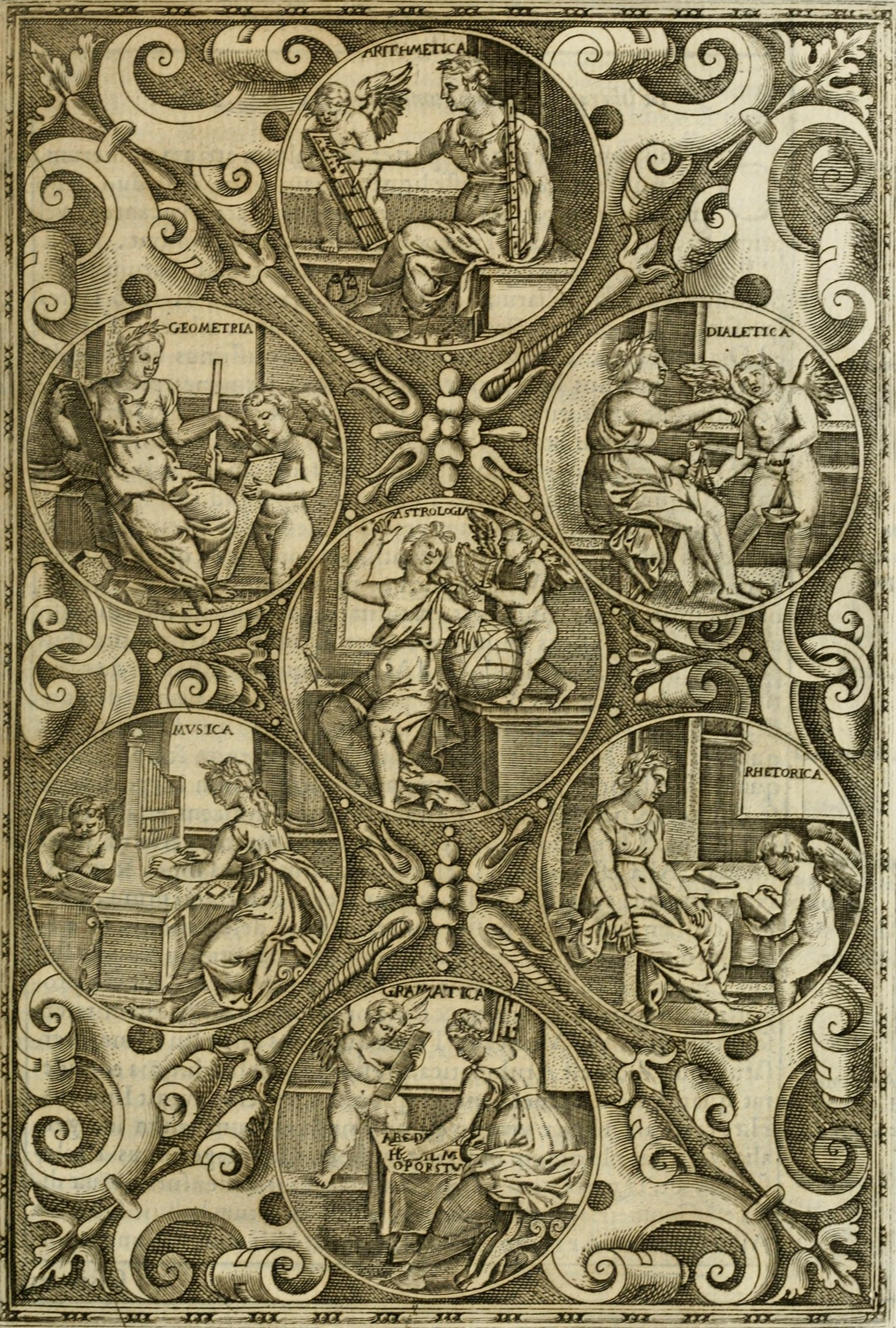